# Mitre Sports International
Mitre Sports International Limited – brytyjskie przedsiębiorstwo, specjalizujące się w produkcji sprzętu sportowego, odzieży oraz obuwia. Siedziba firmy znajduje się w Londynie. Założona w 1817 firma jest jedną z najstarszych w swojej branży.

## Historia
W 1817 Benjamin Crook otworzył garbarnię w Huddersfield w Anglii, nazywając swój zakład Crook & Sons Ltd. Niedługo później firma przeniosła się do siedziby w Bay Hall w Birkby i pozostała tam przez wiele dziesięcioleci. W 1949 Crook & Sons Ltd. zmieniło nazwę na Mitre. Geneza nazwy wiąże się z wieloletnią przyjaźnią pomiędzy Crookiem, a biskupem wioski. Nazwa pochodzi od infuły (ang. mitra) – liturgicznego nakrycia głowy chrześcijańskich duchownych.
Przedsiębiorstwo produkowało piłki nożne i piłki do rugby dla klubów na całym świecie, a w 1959 rozszerzyło działalność o sprzęt do krykieta i torby sportowe. Rok później do oferty dołączyły buty piłkarskie. W 1964 Denis Law, wybitny piłkarz Manchesteru United, został pierwszym oficjalnym przedstawicielem Mitre. Dwa lata później Mitre zostało oficjalnym dostawcą piłek dla Angielskiego Związku Piłki Nożnej, a przez następne czterdzieści lat finał Pucharu Anglii miał być rozgrywany piłkami produkcji Mitre.

## Produkty
| Sport            | Typy produktów                               |
| ---------------- | -------------------------------------------- |
| Piłka nożna      | piłki, stoje, bramki, flagi liniowe          |
| Koszykówka       | piłki                                        |
| Netball          | piłki                                        |
| Rugby union      | piłki, stroje, obuwie, ochraniacze, trójniki |
| Wszystkie sporty | bidony, pompki, pachołki, torby              |